# Personnages de Max Payne
 (juin 2018).
Si vous disposez d'ouvrages ou d'articles de référence ou si vous connaissez des sites web de qualité traitant du thème abordé ici, merci de compléter l'article en donnant les références utiles à sa vérifiabilité et en les liant à la section « Notes et références ».

Cette liste récapitule tous les principaux personnages de la trilogie Max Payne, Max Payne 2: The Fall of Max Payne et Max Payne 3.

## Alex Balder
Apparait dans Max Payne.
Interprété par Chris Phillips.
Policier de la DEA et ami de Max.
Il pousse Max à rejoindre la brigade des Stups. Max refusera dans un premier temps car il veut passer du temps avec sa famille.
À la suite de l'assassinat de sa femme et de sa petite fille, Max rejoindra Alex à la DEA.
Alex est le seul contact de Max à la DEA lorsqu'il travaillera sous couverture.
Alex recevra un coup de téléphone de la part de B.B, lui demandant de retrouver Max à la station de Roscoe Street.
Alex se fera finalement assassiner par B.B sous les yeux de Max dans la station et c'est Max qui portera le chapeau pendant les évènements du premier opus.

## Alfred Woden
Apparait dans Max Payne et Max Payne 2: The Fall of Max Payne.
Chef du « Cercle de Initiés », société secrète.
Également sénateur
Se fait tuer par Vladimir Lem dans Max Payne 2.

## Angelo Punchinello
Apparait dans Max Payne.
Interprété par Joe Ragno.
Parrain de la Mafia italienne.
Cible de Max lors de la partie 2 du premier opus.
Il sera tué par les hommes de main de Nicole Horne.

## Annie Finn
Apparait dans Max Payne 2: The Fall of Max Payne.

## Anthony DeMarco
Chef de la Mafia Italienne de New York, son fils Tony est abattu par Max Payne après qu'il a frappé une femme au visage. Anthony DeMarco lance alors une vendetta sanglante contre Max Payne qui parvient finalement à le tuer au cimetière du Golgotha.
Apparait dans Max Payne 3.

## B.B.
Apparait dans Max Payne.
Indic' de Max et Alex.
Avec Alex, ils sont les seuls à savoir que Max est un flic infiltré dans la mafia. Il donne un coup de téléphone à Max, lui demandant de rejoindre Alex Balder à la station de Rosco Street.

Il trahira Max et Alex. 
B.B. assassine Alex Balder dans la station de métro et brûle la couverture de Max Payne infiltré dans le gang du caporegime Lupino. B.B travaille en réalité pour Nicole Horne, l'antagoniste du jeu.
Max le tuera dans un parking.

## Boris Dime
Apparait dans Max Payne.
Boris Dime (mort en 2001) est un gangster et trafiquant d'armes russe qui était autrefois un membre de la mafia russe dirigé par Vladimir Lem. Boris Dime a trahi Lem et a rassemblé des armes et hommes pour s'allier avec Angelo Punchinello. 
Vladimir Lem a conclu un accord avec Max Payne, en échange Max tue Boris, Vladimir Lem lui donnera des armes.
Dime est le capitaine d'un cargo appelé « Charon », qu'il a utilisé pour transférer des armes. En 2001, Dime est abattu par Max Payne.

## Candy Dawn
Apparait dans Max Payne.
Prostituée toxicomane.
Nicole Horne la paye pour qu'elle enregistre ses ébats avec Alfred Woden.
Elle sera tuée par Max dans le bar de l'hôtel

## Clay
Homme de main de Punchinello, fait partie du Triumvirat.

## Eddy Corcoran
Apparait dans Max Payne 2: The Fall of Max Payne.

## Fabiana Branco
Apparait dans Max Payne 3.
Femme de Rodrigo Branco, Fabiana est toutefois beaucoup plus jeune que son mari et profite d'une vie insouciante, à l'abri, croit-elle de la misère de São Paulo. Prise en otage successivement par plusieurs gangs, sa libération sera le fil conducteur de l'histoire de Max Payne 3.

## Frankie « La batte» Niagara
Apparait dans Max Payne.
Interprété par Bruce Kronenberg.
Frankie Niagara est un tueur à gages et tortionnaire payé par Angelo Punchinello.
Se sert d'une batte de baseball pour interroger ses victimes (et probablement les tuer…)
Amateur de bandes dessinées (Captain Baseball Bat Boy).
Sera tué par Max dans le bar de l'hôtel.

## Giovanna Taveres
Apparait dans Max Payne 3. Fiancée de Raul Passos et amie de Fabiana Branco, elle vit de manière plutôt insouciante jusqu'à que l'enlèvement de cette dernière la confronte à la dure réalité de la vie à Sao Paulo. Accompagnant Marcello dans les favelas où croit-elle, elle pourra retrouver Fabiana contre le paiement d'une rançon, elle manque de se faire tuer par les guérilleros de Cracha Preto et par les unités corrompues de l'UFE. Sauvée in extremis par Max Payne, qui ne peut toutefois empêcher la mort de Marcello, Giovanna parvient à s'enfuir en hélicoptère après une course poursuite intense à bord d'un bus.

## Jack Lupino
Apparait dans Max Payne.
Interprété par Jeff Gurner.
Capo (exécuteur) sataniste du clan Punccinello tué par Max au RagnaRock. Max Payne a infiltré son gang, mais n'a rencontré l'homme qu'une fois. Max traitait surtout avec le bras droit: Vinnie Cognitti. 

## Jake
Homme de main de Punchinello, fait partie du Triumvirat.

## Jim Bravura
Apparait dans Max Payne et Max Payne 2: The Fall of Max Payne.

## Joe « Le glaçon» Salem
Apparait dans Max Payne.
Un des membres du « Trio » d'Angelo Punchinello.

## Joey Finito
Apparait dans Max Payne.
Les frères Finito dirigent l'hôtel de Jack Lupino.

## Kaufman
Apparait dans Max Payne 2: The Fall of Max Payne.

## Lisa Punchinello-Sax
Apparait dans Max Payne.
Femme de Punchinello et sœur de Mona.
Elle est battue par son mari.
Elle est retrouvée morte allongée sur son lit, probablement battue à mort par Punchinello.

## Marcelo Branco
Apparait dans Max Payne 3.
Frère cadet de Rodrigo Branco. Richissime, désinvolte, impulsif et arrogant, il incarne aux yeux de Max Payne tout ce que la haute société brésilienne a de détestable.
Il paiera toutefois cruellement de sa vie, en tentant d'apporter lui-même la rançon demandée pour la libération de Fabiana Branco.

## Max Payne
Le personnage principal de la saga. C'est un ancien policier de New-York ayant sombré dans l'alcoolisme et la dépression après que sa femme et sa fille aient été assassinées par des junkies, sous l'emprise de la drogue Valkyrie (dans le premier opus). Au fil des années, il n'aura de cesse de réclamer vengeance contre ceux qui ont brisé sa vie, et essaiera tant bien que mal de réparer ses erreurs. Attirant systématiquement les ennuis, quand il n'est pas échoué dans un bar sordide, il trouvera un certain réconfort en liant une romance  ambigüe avec la tueuse Mona Sax (dans le second opus). À la suite du décès de cette dernière, Max retombera de plus belle dans l'alcoolisme et la dépression, avant qu'un "ancien camarade de promotion", Raul Passos, ne lui permette de quitter New York pour recommencer une nouvelle vie en Amérique du Sud.

## Michelle Payne
Apparait dans Max Payne.
Femme de Max.
A un boulot à mi-temps chez le procureur.
Est assassinée avec sa fille par des toxicomanes sous l'emprise de la drogue Valkyrie. Ces tueurs sont envoyés par Nicole Horne, pour empêcher Michelle de poursuivre son enquête sur la production de Valkyrie.

## Mickey
Homme de main de Punchinello, fait partie du Triumvirat.

## Mike «Le cow-boy»
Apparait dans Max Payne 2: The Fall of Max Payne.
Homme de main de Vladimir Lem lors du deuxième opus.
Aidera Max à sauver Lem, assiégé par les hommes de Gognitti, dans un premier temps.
Plus tard dans le jeu, sera l'ennemi de Max.
Sera tué par Max dans le bureau de Lem.(si pas tué par les hommes de Gognitti précédemment)

## Mitchum
Apparait dans Max Payne 2: The Fall of Max Payne.
Mitchum (mort en 2003) est un commando de l'entreprise de nettoyage Squeaky et un des mercenaires de Vladimir Lem. 
Mitchum, avec d'autres commandos, y compris son partenaire Feller, envahissent l'hôpital afin de tuer Max Payne. 
Il trouve Max Payne avec Jim Bravura à côté des ascenseurs ; Mitchum tente de tuer Payne, en ratant sa cible, il tue Jim Bravura. Payne, désarmé, essaye de s'échapper, Mitchum le poursuit avec son partenaire Feller. Ils finissent par piéger Max Payne dans une salle, mais Payne parvient à obtenir l'arme d'un garde de sécurité mort et tue à la fois Mitchum et Feller. 

## Mona Sax
Apparait dans Max Payne et Max Payne 2: The Fall of Max Payne.
La sœur Jumelle de la femme d'Angelo Punchinello, Lisa Punchinello. C'est une tueuse à gages qui tombera plus tard sous le charme de Max après l'avoir drogué. Elle se fera abattre par Vladimir Lem à la fin du 2e épisode.

## Nicole Horne
Apparait dans Max Payne.
Interprété par Jane Gennaro.
Directrice d'Aesir Corporation et ennemie principale de jeu. Elle est la créatrice du projet Valkyrie (objet de l'enquête de Max dans le premier opus) et celle qui a commandité le meurtre de Michelle Payne. Elle fut tuée par Max sur le toit de sa société.

## Pilate « Big Brother» Providence
Apparait dans Max Payne.
Un des membres du « Trio » d'Angelo Punchinello.

## Raul Passos
Apparait dans Max Payne 3.
"Ancien camarade de promotion" de Max Payne, Raul Passos s'est vite lassé de la police pour tenter sa chance dans la sécurité privée. Envoyé à New-York par Victor Branco pour "tomber par hasard" sur Max Payne dans un bar sordide du New Jersey, il aide celui-ci à échapper aux tueurs lancés contre eux par le parrain de la Mafia Anthony DeMarco, et le convainc de recommencer sa vie en Amérique du Sud, en tant qu'agent de sécurité privée. Raul Passos est selon les dires de Da Silva "un flic raté avec un bon fond" qui oscille perpétuellement entre le bien et le mal. 

## Rico Muerte
Apparait dans Max Payne.
Interprété par Joe Maruzzo.
Rico Muerte (mort en 2001) est un proxénète, qui travaille pour la famille Punchinello. Muerte est engagé par Nicole Horne pour assassiner le maire de New York City. 
Rico a commencé à travailler comme un gigolo, mais il est devenu plus tard un patron de proxénétisme de New York, devenu célèbre dans le monde de la pègre. Muerte est un pervers très violent et sadomasochiste.
Après un accord à Chicago qui a mal tourné, la famille Punchinello l'a menacé et il voulait avoir une chance de les rembourser. Cela est arrivé avec l'ordre de tuer le maire de New York, mais il n'a jamais pu terminer ce travail. 
Max Payne trouve Rico Muerte dans le bar de l'hôtel de Lupino derrière le comptoir avec la prostituée Candy Dawn qui lui offre ses services. Muerte raconte à Candy ce qu'il a fait un jour auparavant, il voit deux hommes, il pense qu'ils sont prêts à s'entretuer en entrant dans la pièce, mais ils s'assoient devant la télé et jouent à un jeu vidéo de kung-fu. Muerte étant si désespéré, il a étranglé les deux hommes avec des câbles vidéo. 
Max Payne abat Rico Muerte, Candy Dawn et quatre autres gangsters.

## Rodrigo Branco
Apparait dans Max Payne 3.
Frère ainé de la famille Branco, Rodrigo est le directeur d'une richissime entreprise immobilière de São Paulo. En tant que frère ainé  de la famille, il est selon les dires de Da Silva l'enfant roi, alors que ses frères n'ont eu que les miettes. Il est d'ailleurs assassiné lors d'un raid du gang des Cracha Petro commandité par son frère, au sein même de son bureau.

## Rose Payne
Apparait dans Max Payne.
C'est la fille de Max et Michelle Payne. Rose est né le 4 février 1998.
Le 22 août 1998, trois junkies drogués par la Valkyrie (surnommée la « V ») se sont introduits dans la maison familiale des Payne dans le New Jersey, ils vandalisent la maison et agressent Michelle et Rose. 
Max Payne arrive quelques minutes après, il entend sa femme crier à l'aide, il se précipite à son secours en tuant les trois junkies, il arrive trop tard en trouvant sa femme Michelle et sa fille Rose assassinées. 
Rose n'avait que six mois quand elle est morte. 
Max décide alors de vivre pour la vengeance, et de trouver et de faire payer les assassins de sa famille. Il accepte alors la couverture d'Alex Balder, pensant pouvoir retrouver ainsi les créateurs de la Valkyrie, qui sont incontestablement liés à ces deux meurtres.

## Sebastian Gates
Apparait dans Max Payne 2: The Fall of Max Payne.
Sénateur et membre du Cercle des Initiés.
Dans le deuxième opus, Winterson enquête sur son meurtre.

## Serrano
Apparait dans Max Payne 3.
Chef d'un gang local, affilié au Cracha Petro. Serrano est embarqué par les forces corrompues de l'UFE pour servir de cobaye à des expérimentations médicales illégales. Libéré par Max Payne, il en profite pour assassiner le médecin et s'enfuit.

## Tony DeMarco
Apparait dans Max Payne 3.
Fils unique de Anthony DeMarco, le parrain de la Mafia Italienne de New-York, Tony DeMarco est l'incarnation du petit caïd arrogant. S'amusant à menacer les clients du bar sordide dans lequel se trouvait Max Payne et Raul Passos, il est assassiné par Max après avoir frappé violemment une femme au visage.

## Victor Branco
Apparait dans Max Payne 3.
Second en âge dans la fratrie Branco, Victor apparait comme un homme d'affaires très impliqué en politique, ce qui lui apporte beaucoup d'amis bien placés, mais également beaucoup d’ennemis. À l'inverse de son plus jeune frère Marcello, Victor Branco semble garder la tête froide alors que sa famille est progressivement décimée. Mais cette attitude se révèle être une partie de son plan consistant à prendre le contrôle de la fortune de sa famille, et devenir un politicien de premier plan.Il s’appuie pour cela sur les forces de police militaire de l'UFE et baigne dans un vaste trafic d'êtres humains et de drogue. Il est par conséquent, le principal antagoniste de Max Payne 3.

## Valerie Winterson
Apparait dans Max Payne 2: The Fall of Max Payne.
Inspecteur de Police et collègue de Max.
Présentée comme intègre et méticuleuse dans un premier temps.
Elle enquête sur la mort du sénateur Gates.
Max la tuera (par accident), pour protéger Mona.
On apprend par la suite qu'elle était finalement la petite amie de Lem et qu'elle allait s'occuper de Mona pour lui.

## Vince Mugnaio
Apparait dans Max Payne.
Un des membres du « Trio » d'Angelo Punchinello.

## Vincent « Vinnie » Gognitti
Apparait dans Max Payne et Max Payne 2: The Fall of Max Payne.
Interprété par Joe Dallo dans Max Payne et Fred Berman dans Max Payne 2: The Fall of Max Payne. Il est tué par Vladimir Lem dans le second opus, lors d'une rixe de gang.
Bras droit de Jack Lupino, décrit par Max comme « une mauviette hypernerveuse et sensible ».
Dans Max Payne 3, Max Payne trouve la tombe de Vinnie dans le cimetière du Golgotha dans le New Jersey.

## Virgilio Finito
Apparait dans Max Payne.
Les frères Finito dirigent l'hôtel de Jack Lupino.

## Vladimir Lem
Apparait dans Max Payne et antagoniste principal de Max Payne 2: The Fall of Max Payne. Dans le premier opus il est l'allié de Max Payne, puis dans le second il se retrouve confronté à celui-ci lors d'une lutte entre mafieux pour le pouvoir.

## Wilson Da Silva
Apparait dans Max Payne 3.
Inspecteur de police cynique mais tenace, Da Silva se fait tout d'abord passer pour un policier sans saveur, et complètement désabusé. Au fur et à mesure que l'intrigue avance, il révèle progressivement à Max Payne la réalité d'une situation que celui-ci n'a pas vu, ou n'a pas voulu voir depuis qu'il travaille pour la famille Branco. Dans l'incapacité d'agir puisque la police de Sao Paulo ne peut s'attaquer seule aux magouilles de la famille Branco, Da Silva se sert de Max Payne pour donner un grand coup de pied dans la fourmillière... avec une efficacité redoutable.